# CR Erzwagen 54
Zwischen 1901 und 1903 schaffte die schottische Caledonian Railway (CR) über 400 Erzwagen mit Drehgestellen und 30 t Lademasse nach Musterblatt 54 an.

## Geschichte
Nachdem 1899 in den bahneigenen Werkstätten ein Erzwagen aus Holz gebaut wurde und die CR entsprechende Angebote für vergleichbare Wagen mit Stahlaufbau eingeholt hatte, entschied sich die Gesellschaft für die Stahlbauweise. Solche Wagen waren nicht nur um 40 % leichter, sondern auch um 37 % billiger in der Anschaffung, als Wagen mit Holzaufbau.
1901 bestellte die CR 30 Exemplare bei Leeds Forge Company und 20 bei der American Car and Foundry Company in Saint Charles, nach dem jeweiligen eigenen Design der beiden Hersteller. Die einzelnen Teile der amerikanischen Wagen wurden zwar geliefert, wurden aber von der CR nicht abgenommen. Ob diese in den Werkstätten der CR zusammengebaut wurden, oder ob man schon mit der Qualität der Einzelteile unzufrieden war, ist nicht bekannt.
Mit den von Leeds Forge gelieferten Wagen war man dagegen sehr zufrieden. Nach einer Testfahrt zwischen Motherwell und Perth mit allen 30 Wagen, gezogen von der Lokomotive Nummer 602 der Klasse 600, wurde Anfang 1903 entschieden weitere Wagen zu bestellen.
Leeds Forge alleine konnte aber den tatsächlichen Bedarf nicht decken. So bestellte die CR auch bei anderen Herstellern und baute auch in den eigenen Werkstätten solche Wagen:
| Auftragsdatum | Hersteller                                                  | Anzahl | Bemerkungen      |
| ------------- | ----------------------------------------------------------- | ------ | ---------------- |
| 25.02.1901    | Leeds Forge Company                                         | 30     |                  |
| 25.02.1901    | American Car and Foundry Company                            | 20     | nicht abgenommen |
| 27.01.1903    | Leeds Forge Company                                         | 100    |                  |
| 17.02.1903    | Metropolitan Amalgamated Railway Carriage and Wagon Company | 100    |                  |
| 17.02.1903    | R. Y. Pickering and Co.                                     | 30     |                  |
| 17.02.1903    | Birmingham Railway Carriage and Wagon Company               | 30     |                  |
| 17.02.1903    | Hurst, Nelson and Company                                   | 30     |                  |
| 17.02.1903    | Renshaw and Co.                                             | 10     |                  |
| 1903          | eigene St. Rollox Werkstätten                               | 100    | nur 88 gebaut    |

Von den 100 Wagen die in den eigenen Werkstätten gebaut werden sollten, wurden nur 88 fertiggestellt. Das Material für die anderen Wagen wurde teilweise für die kurzfristig benötigten Selbstentladewagen nach Musterblatt 66 verwendet.
Viele Wagen kamen 1923 beim Grouping zur London, Midland and Scottish Railway (LMS) und waren dort noch bis in die 1930er Jahre im Einsatz. Wagen Nr. 66401, später LMS Nr. 311560, war sogar bis 1947 im Dienst.

## Konstruktion

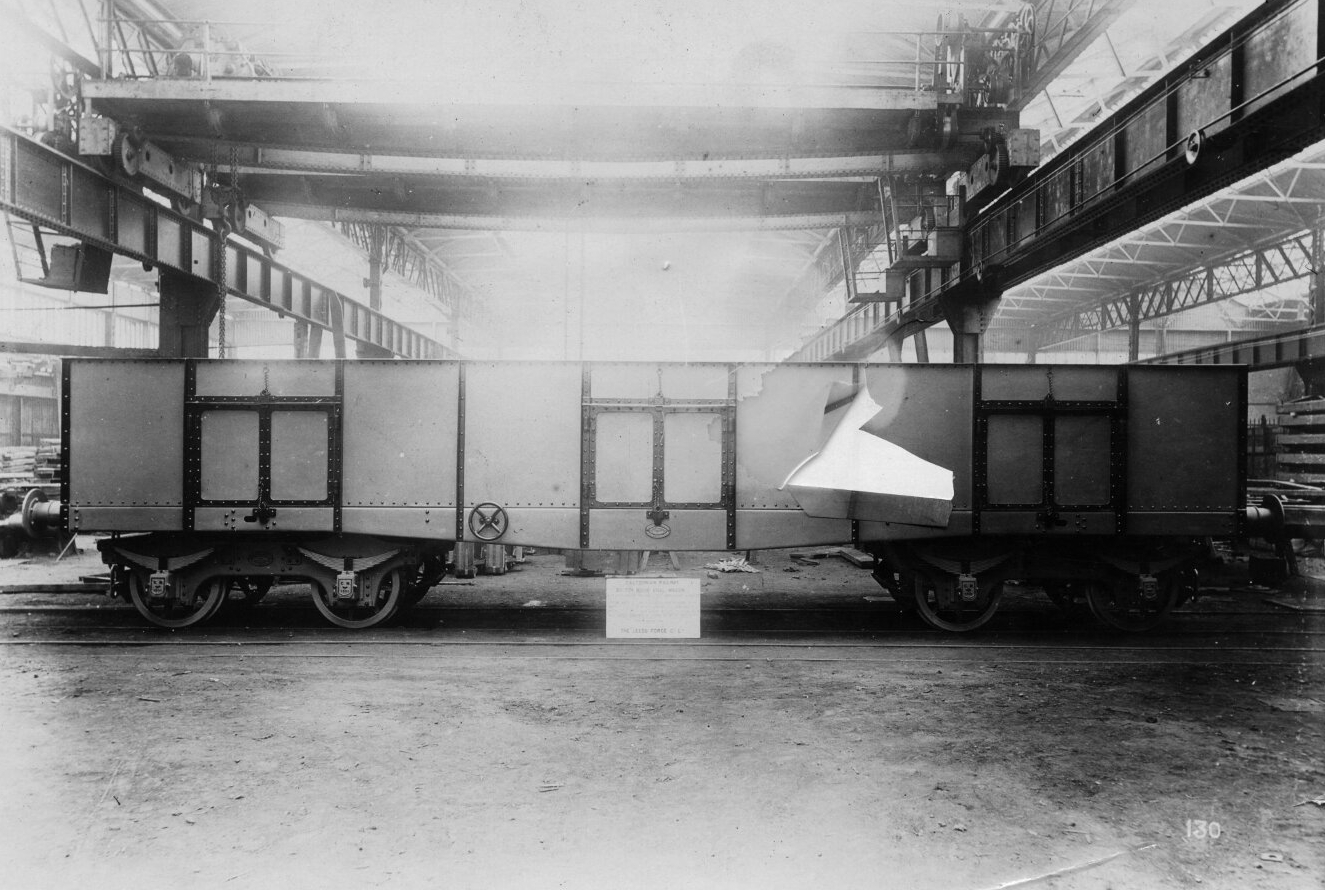
Werkfoto eines Wagens von Leeds Forge mit Fox-Drehgestellen

Alle diese Wagen wurden unter der Bezeichnung Diagram 54 zusammengefasst, obwohl es einen sofort ersichtlichen Unterschied gab. Leeds Forge verbaute die selbst entwickelten Drehgestelle aus Pressblech mit geschlossenem Rahmen, so genannte Fox Pressed Steel Bogies. Die anderen Wagenbauanstalten und die CR selber verwendeten Diamond-Drehgestelle amerikanischer Bauart. Was den Aufbau betraf, war dieser jedoch von den Maßen her fast identisch. Auch bei der Wagenlänge und dem Drehzapfenabstand gab es keine nennenswerten Unterschiede.
Die Wagen waren, wie fast alle Güterwagen der CR, rotbraun gestrichen und hatten eine weiße Beschriftung.
Sehr ähnliche, aber nicht exakt baugleiche Wagen (Musterblätter 346–348) ließ auch die Midland Railway 1902 bei verschiedenen Wagenbauanstalten bauen.

## Modelle
Celtic Connection hatte früher einen Messingbausatz der von Leeds Forge gebauten Wagen für Nenngröße 0 im Programm.